# Засада (футбол)
Характеристиките на засадата са описани в параграф 11 на приетите от Международния борд на футболните асоциации футболни правила.
Засадата (на английски: offside) представлява наказуемо нарушение на правилата на футболната игра. Един играч попада в засада, когато е по-близко до линията на вратата на противника, отколкото топката или последния играч в отбраната на противниковия отбор, като едновременно с това по някакъв начин влияе на развитието на играта. Изключение се прави, когато вратарят на защитаващият отбор се намира по-далече от вратата си от играча, влияещ на ситуацията.

## Регламент
Засада не се отсъжда, когато:
- Играчът се намира в отбраняваната от неговия отбор половина на игрището
- Между него и линията на вратата на противника има поне двама противникови играчи, с които атакуващият да е на една линия.
- Топката се получава след удар от вратата, след изпълнение на тъч (от страничната линия), или след изпълнение на ъглов удар.
- Когато при подаването топката е по-близо до линията на вратата от получаващия играч (т.е. получаващият я играч е зад линията на топката)

Засадата се отбелязва от съдията едва когато той установи, че играчът, попаднал в положение на засада, влияе на развитието на играта.
Засадата се санкционира с непряк свободен удар в полза на защитаващия се отбор.

## История
Може да се приеме, че от всички правила във футбола това за засадата има най-съществено влияние върху развитието на самата игра, поради което и исторически е претърпяло няколко съществени изменения. В най-ранните варианти на футболните правила един играч е в засада винаги, когато се намира пред линията, на която е топката, което до голяма степен обезсмисля комбинативната игра и изобщо подаването – топката е можела да бъде подавана само назад. Вероятно това е причината още през 1866 г. да се премине към неин по-„либерален“ вариант – играч вече не е в засада, ако при получаване на топката има „пред себе си“ трима играчи на противниковия отбор. Това правило се задържа до 1924 г., когато с цел да се противодейства на все по-намаляващата резултатност в срещите първо е въведена „пасивната засада“ – т.е. играч не е в засада, ако не влияе на развитието на играта, а само година по-късно, по предложение на Шотландската футболна асоциация, броят на играчите, „покриващи“ засадата, е намален на двама. В този си вид правилото се задържа до началото на 90-те години на XX век, когато, отново с цел да бъде поощрена нападателната игра, е прието, че „вторият“ („предпоследният“) играч, покриващ засадата, може да бъде на една линия с атакуващия, а не задължително между него и линията на вратата; за да се стигне в крайна сметка до настоящия му вариант, в който се допуска на една линия с атакуващия да бъдат и двамата играчи на защитаващия се отбор. При това трябва да се има предвид, че според действащите в момента футболни правила ръцете на футболистите не се вземат предвид при определянето на тяхната позиция на терена.